# マックス・ヴァールブルク

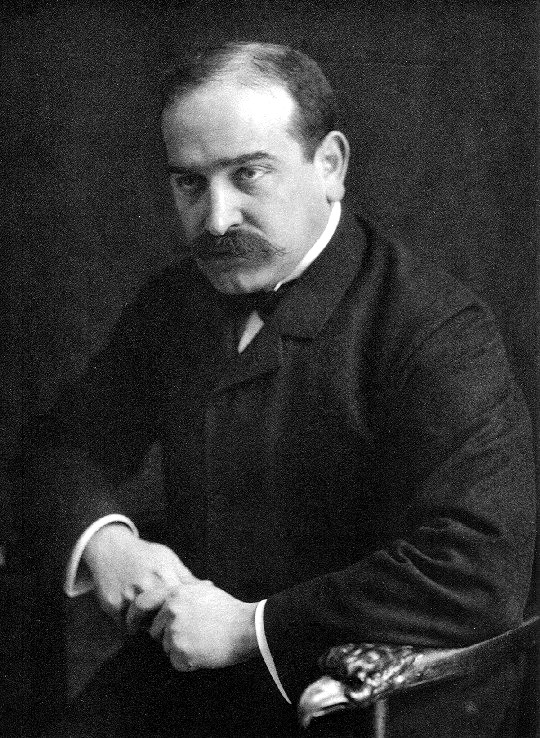
マックス・ヴァールブルク（1904年）、ルドルフ・デュールコープ撮影

マックス・マウリッツ・ヴァールブルク（英語読みはマックス・モリッツ・ウォーバーグ）（Max Moritz Warburg、1867年6月5日 - 1946年12月26日）は、ドイツの銀行家である。民間銀行M・M・ヴァールブルク&COの取締役を務めた（1910年-1938年）。

## 背景と経歴
彼はハンブルクでヴァールブルク家に生まれた。アブラハム・M・ヴァールブルク（Abraham M. Warburg）、ポール・M・ヴァールブルク（Paul M. Warburg）、フェリックス・M・ヴァールブルク（Felix M. Warburg）は兄弟である。
第一次世界大戦の間、彼は皇帝ヴィルヘルム2世の顧問を務め、ヴェルサイユ条約の交渉でドイツの代表団に参加した。
1924年、彼はクーデンホーフ＝カレルギー伯爵のパン・ヨーロッパ運動に60,000金マルクを提供した。
ヴァールブルクは熱烈なドイツ愛国者で、彼はユダヤであるという事実にもかかわらず、1933年以降のドイツに残ることを選択した。1933年から1938年までドイツ帝国銀行の役員を務めたが、彼は彼の銀行の売却と米国移住を余儀なくされ、1946年に死去した。